# Георг Вилхелм фон Лигница-Бриг
Георг Вилхелм фон Лигница-Бриг-Волау (на немски: Georg Wilhelm I von Liegnitz-Brieg-Wohlau; на чешки: Jiří Vilém Břežsko-Lehnický; на полски: Jerzy Wilhelm legnicki; * 29 септември 1660, дворец Олау/ Олава; † 21 ноември 1675, дворец Бриг) от клон Лигница на рода на Силезийските Пясти, е херцог на Лигница, Бриг и Волов/Волау (1672 – 1675). Той е последен от тази фамилия.

## Биография
Той е единственият син и наследник на херцог Кристиан фон Лигница-Бриг (1618 – 1672) и съпругата му Луиза фон Анхалт-Десау (1631 – 1680), дъщеря на княз Йохан Казимир фон Анхалт-Десау и Агнес фон Хесен-Касел. Сестра му Каролина Шарлота (1652 – 1707) се омъжва тайно на 14 юли 1672 г. в дворец Бриг (развод 1680) за херцог Фридрих фон Шлезвиг-Холщайн-Зондербург-Визенбург (1651 – 1724).
Във Франкфурт се взема под наем къща и там Георг Вилхелм е възпитаван от възпитателя си. Той е на единадесет години, когато баща му умира на 28 февруари 1672 г. в Олава. Георг Вилхелм не отива за погребението на баща си на 31 март 1672 г. в Лигница. Според завещанието на баща му, майка му поема опекунството му заедно с трима от херцогствата.
Георг Вилхелм отива със свитата си във Виена на 14 февруари 1675 г. Той посещава император Леополд, който го признава за пълнолетен. На 30 март той се връща в Бриг и започва да управлява. През лятото на 1675 г. императорът го номинира за свой заместник и комисар на следващото княжеското събрание.
Георг Вилхелм се разболява след лов от едра шарка и умира на 21 ноември 1675 г. в дворец Бриг на 15 години. Погребан е в църквата Йоханис в Лигница, в която след две години майка му построява княжеска гробница за последния от род Пясти.
Кайзер Леополд като крал на Бохемия взема неговите херцогства.

## Галерия
- Медал на Георг Вилхелм фон Лигница-Бриг, 1675
- Дворец Лигниц
- Дворец Бриг
- Дворец Волау